# Željeznička pruga Velika Kaniža – Pečuh
Željeznička pruga Velika Kaniža – Pečuh je željeznička prometna linija Mađarskih državnih željeznica (MÁV-a) br. 60. Prolazi područjem Južnog Zadunavlja odnosno Baranje.
Dužina dionice je 115 km, a širina tračnica je 1435 mm.
Ograničenje brzine na ovoj pruzi je 80 km/h.